# Henrietta Clive, hraběnka z Powys
Henrietta Antonia Clive, hraběnka z Powys, rozená Herbertová (3. září 1758 – 3. června 1830) byla britská spisovatelka, sběratelka minerálů a botanistka.

## Mládí

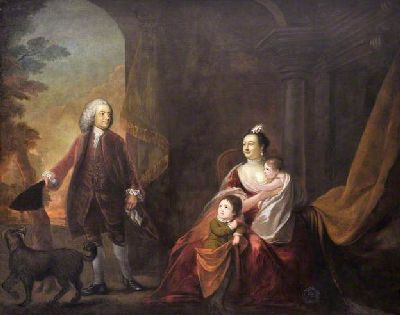
Lady Henrietta s rodiči a bratrem v roce 1760

Henrietta se narodila v Oakly Park v Bromfieldu do bohaté šlechtické rodiny. Byla dcerou Henryho Herberta, 1. hraběte z Powys a Barbary Herbertové, vnučky Williama Herberta, 2. markýze z Powis. Její rodina vlastnila mnoho majetků v Londýně a velké pozemky ve Walesu a Shropshire. Její rodiště bylo prodáno Robertu Clivovi, 1. baronovi Clivovi v roce 1771. Henrietta svou pubertu strávila v domě svých předků na hradě Powys.

## Sbírka minerálů a botanika
V roce 1798 byl Henriettin manžel jmenován guvernérem Madrasu. Henrietta jej do Indie doprovázela a začal zde sbírat kameny a minerály. Stala se tak první aristokratkou, která se věnovala tomuto koníčku. Jak se její sbírka postupně rozrůstala, začala se setkávat se sběrači a prodejci minerálů, jako byli James Sowerby, John MacCulloch a Louisa Finchová, hraběnka z Aylesford. Její záznamy ukazují, že mnoho exemplářů jí darovaly její děti. Minerály ve sbírce Lady Clive, čítající až 1000 kusů, jsou uspořádány systematicky podle chemie, jak bylo obvyklé na počátku 19. století. V roce 1817 uspořádala svou sbírku do dvou ručně psaných katalogů, pomocí čísel identifikovala každý exemplář a díky tomu zůstala její sbírka kompletní až dodnes. Čtvrtina její původní kolekce je nyní vystavena v Národním muzeu ve Walesu.
Po příjezdu do Indie také založila zahradu a držela rekord v největším počtu rostlin v Maisúru.

## Psaní
Noviny Henrietty byl jedněmi z prvních na území Indie, které psala žena. V roce 2010 byly její záznamy publikovány v kolekci Birds of Passage: Henrietta Clive's Travels in South India 1798-1801. Byly důležitým mezníkem pro cestování žen a jejich vzestupu na úroveň jejich mužských protějšků.

## Manželství a potomstvo
Henrietta se provdala za Edwarda Cliva, 1. barona Cliva v roce 1784. Manželství bylo ziskem pro obě rodiny; rodina Henrietty měla prestižní jméno, ale značné dluhy. Rodina Edwarda byla velmi bohatá a své bohatství nadále rozšiřovali svým působením v Indii. Pár se usadil ve Walcot Hall v Lydbury North. Společně měli čtyři děti:
- Lady Henrietta Antonia Herbertová († 1835)
- Edward Herbert, 2. hrabě z Powys (1785–1848)
- Charlotte Percy, vévodkyně z Northumberlandu (1787–1866);
- Robert Henry Clive (1798–1854)

Po smrti svého bratra George Herberta, 2. hraběte z Powys získala Henrietta majetky po své rodině. O tři roky později se díky svému manželovi stala hraběnkou z Powys, když byl povýšen do hraběcího stavu.

## Smrt
Hraběnka Henrietta zemřela ve Walcot Hall v roce 1830 ve věku 71 let. Její manžel zemřel v roce 1839.